# Federação Operária de São Paulo
Federação Operária de São Paulo (FOSP) é uma antiga organização de operários paulistas que atualmente ativou-se. Como existe a FORGS (Federação Operária do Rio Grande do Sul).
Ela foi criada por uma maioria de anarquistas e tinham a poposta de greve geral de todas as categorias. Mantinha o lema da Primeira Internacional: " A emancipação dos trabalhadores é obra dos próprios trabalhadores".
Atualmente ela está em fase de restruturação e ativação assim como a Confederação Operária Brasileira (COB-AIT) baseada em sindicatos livres como o Sindicato de Artes e Oficios Vários que são estabelecidos em diversas cidades, promovendo o reajuste salarial de forma justa e que garanta as necessidades de vida, a redução da jornada de trabalho para todas as categorias e a intenção final é a libertação dos trabalhadores do jugo do patronato e do capitalismo como também do socialismo autoritário (de influência marxista), por isso não há partidos e nem podem participar partidários de qualquer partido, resumida na frase "nem a ditadura do capital, nem a ditadura do proletariado".
Associado a Associação Continental Americana dos Trabalhadores (ACAT) e a Associação Internacional dos Trabalhadores (AIT). Todas de perfil anarquista e de sindicalismo revolucionário ou seu equivalente anarcossindicalismo.

## História
A Federação Operária de São Paulo foi fundada em 1905, reunindo organizações de trabalhadores, Associações de Resistência e Sindicatos de varias categorias. O Brasil teve um processo de industrialização chamado tardio e marginal que inicialmente foi de substituição de produtos importados como tecidos e alimentos principalmente, por terem suas plantas industriais baratas e acessíveis. As tecnologias mais avançadas da época eram muito caras, além de não estarem disponíveis. Neste ambiente, era necessário também mão-de-obra barata.
A mão-de-obra africana recém liberta fora descartada após ter sido por séculos explorada e oprimida. Não há um ainda um entendimento do porque essa mão-de-obra de ex-escravos não fora absorvida pela novas fábricas. Embora os africanos fossem qualificados e pudessem aprender os novos ofícios, se optou pelos imigrantes europeus, talvez com a compreensão de que já eram trabalhadores disciplinados no trabalho fabril .
Neste período temos populações de africanos e seus descendentes abandonados nas cidades, dando origem aos primeiros bairros populares e favelas. Uma questão importante a ser mais pesquisada.
Muitos desses trabalhadores europeus também traziam uma consciência de classe, de resistência e luta, em muitos casos baseados nos ideais anarquistas. Logo sentiram que os patrões brasileiros eram iguais, senão piores que os europeus e que tinham que se organizar para resistir aos mandos e desmandos da classe patronal, levando-os à resistir e lutar por suas necessidades.
Esses imigrantes traziam sua experiência de luta na Europa. Aqui começaram a se organizar, sempre com muita dificuldade. Era difícil unir os trabalhadores porque a repressão estatal e patronal era enorme, era caso de polícia com um presidente do período se referiu.
A repressão foi enorme e muitos foram presos e deportados para seus países de origem, outros foram jogados em campos de concentração (com a Clevelândia, um campo de concentração no meio da floresta amazônica, e dos milhares de anarquistas sindicais que foram jogados lá para morrerem de febre amarela, ataques de animais como onças e serpentes venenosas, entre outras coisas, uma região muito inóspita).
Apesar de tudo isso, nossos companheiros conseguiram as duras penas, organizar a resistência operária durante 30 anos, até o golpe de Getúlio Vargas e a imposição da CLT. As jornadas de trabalho eram grandes, de 10, 11, 12 horas diárias.